# Shinohara Yasunoshin
 (mai 2013).
Si vous disposez d'ouvrages ou d'articles de référence ou si vous connaissez des sites web de qualité traitant du thème abordé ici, merci de compléter l'article en donnant les références utiles à sa vérifiabilité et en les liant à la section « Notes et références ».
Shinohara Yasunoshin (篠原 泰之進, 22 décembre 1828-13 juin 1911) est un samouraï originaire de la province de Chikugo, contemporain de la fin du shogunat Tokugawa. Il était membre du Shinsen gumi, le plus puissant des groupes de samouraïs qui, sous les ordres du shogun Tokugawa, devait maintenir l'ordre à Kyoto durant le Bakumatsu, à la fin de l'ère Edo (1860-1868).
Proche d'Ito Kashitaro, il le suit lorsque celui-ci fonde les Goryo eji et se sépare du Shinsen gumi. Après l'assassinat de son leader par ses anciens compagnons, il se range du côté du domaine de Satsuma lors de la bataille de Toba-Fushimi. Shinohara tentera d'ailleurs d'assassiner Kondō Isami pour venger Ito.
Après la restauration de Meiji, Shinohara devient homme d'affaires et plus tard chrétien dévot. Dans ses mémoires, Shinohara décrit des événements marquants et les circonstances entourant l'histoire du Shinsen gumi, et sa propre tentative d'assassinat de Kondō, ainsi que les évènements d'Aburakoji, qui mirent fin au Goryo eji.

## Source de la traduction
- (en) Cet article est partiellement ou en totalité issu de l’article de Wikipédia en anglais intitulé « Yasunoshin Shinohara » (voir la liste des auteurs).